# Gymnocalycium buenekeri
Gymnocalycium buenekeri (укр. Гімнокаліціум Бюнекера) — сукулентна рослина з роду гімнокаліціум (Gymnocalycium) родини кактусових (Cactaceae).

## Історія
Вид вперше описаний Сволсом (G. J. Swales) у 1978 році у виданні англ. «Cactus and Succulent Journal of Great Britain».

## Етимологія
Видова назва дана на честь Рудольфа Генріха Бюнекера — збирача кактусів німецького походження зі штату Ріу-Гранді-ду-Сул, зятя німецького дослідника кактусної флори Бразилії Леопольдо Горста (1941—1987; нім. Leopoldo Horst) та батька збирача катусів Руді Бюнекера.

## Ареал і екологія
Gymnocalycium buenekeri є ендемічною рослиною Бразилії. Ареал розташований у штаті Ріу-Гранді-ду-Сул.

## Морфологічний опис
| Орган              | Опис |
| ------------------ | --- |
| Рослини            | формують групи. |
| Стебло             | від приплюснуто-кулястого до коротко-циліндричного, темно-зелене, матове, до 15 см заввишки і 10 см або більше в діаметрі. |
| Епідерміс          | |
| Ребра              | зазвичай 5, широкі, округлі, з неглибокими борозенками між ареолами.                                                       |
| Ареоли             | |
| Аксили             | |
| Центральні колючки | відсутні. |
| Радіальні колючки  | 3-5, жорсткі, трохи зігнуті, блідо-жовті, з віком коричневіють, до 2,5 см завдовжки.                                       |
| Квіти              | світло-персикові або рожеві, близько 4,5 см завдовжки і 6,5 см в діаметрі.                                                 |
| Бутони             | |
| Зовнішні пелюстки  | |
| Внутрішні пелюстки | |
| Тичинки            | |
| Маточка            | |
| Плоди              | циліндричні або яйцеподібні, зелені.                                                                                       |
| Насіння            | |

## Чисельність, охоронний статус та заходи по збереженню
Охороняється Конвенцією про міжнародну торгівлю видами дикої фауни і флори, що перебувають під загрозою зникнення (CITES).

## Систематика
У низці джерел, зокрема на сайті спільного інтернет-проекту Королівських ботанічних садів у К'ю і Міссурійського ботанічного саду «The Plant List» Gymnocalycium buenekeri розглядається як підвид Gymnocalycium horstii (Gymnocalycium horstii subsp. buenekeri (Swales) P.J.Braun & Hofacker) Прийнятий як окремий вид Едвардом Фредеріком Андерсоном  — членом Робочої групи Міжнародної організації з вивчення сукулентних рослин (IOS), колишнім її президентом у його фундаментальній монографії з родини кактусових «The Cactus Family».